# 段就六眷
段就六眷（？—318年），又作段疾陸眷、段疾六眷、段就陆眷、段眷，中國十六國時期段部鮮卑的首領，遼西公。是前任首領段務目塵之子。
310年或311年務目塵去世，就六眷繼其位，嗣为辽西公。與其父相同，仍率軍隨西晋幽州刺史王浚作戰。
312年，就六眷受王浚之命，率其弟段匹磾、段文鴦、堂弟段末波率兵五万余骑攻漢國，随都护王昌與漢國將領石勒戰於襄國（今中國河北省邢台縣），大敗，末波被俘，石勒以末波為人質，雙方和解，就六眷與石勒之侄石虎結拜為兄弟，從此段部鮮卑改而歸附石勒。
313年，违大司马王浚命，拒不遣军攻石勒，被王浚讨伐，大败王浚所派拓跋猗卢军。317年，与并州刺史刘琨等一百八十人上表劝进司马睿。同年，弟段匹磾推刘琨为大都督，招其共讨石勒，他怕段匹磾独据其功，拒绝出兵。318年，就六眷去世後，因其子尚年幼，就六眷的叔父段涉復辰因此自己宣佈繼位。

## 注
1^ 關於務目塵去世之年，史籍未直接記載，只知依《資治通鑑》，311年已有「遼西公段疾陸眷（段就六眷）」的敘述，顯示當時就六眷已襲爵，可知務目塵去世之年當在310年或311年。
1. ↑  《魏書》
2. ↑  《晋书》

## 延伸阅读
[在维基数据编辑]
 《魏書·卷103》，出自魏收《魏书》
 《北史·卷098》，出自李延壽《北史》